# Gerard Farrés i Güell
Gerard Farrés i Güell   (Manresa, 24 de març de 1979) és un pilot de motociclisme català que ha destacat en competicions d'enduro i raids, entre els quals el Ral·li Dakar. Entre altres importants èxits, ha estat Campió del Món d'enduro júnior sub-23 (2000), ha guanyat tres edicions seguides dels Sis Dies Internacionals d'enduro en categoria júnior (del 1998 al 2000, tot integrant l'equip estatal) i ha estat Campió d'Espanya de Raids i de Motoral·li el 2007 i el 2013.
Nascut a l'hospital de Manresa, Farrés va viure tota la seva infantesa a Olost de Lluçanès i actualment viu a Manlleu, Osona, amb la seva dona (l'Anna, filla d'aquesta població), amb qui es casà el 24 de juny del 2006. El 6 de juliol del 2009 va néixer la Jana, la primera filla del matrimoni. El 9 d'abril del 2012 va néixer la seva segona filla, la Laia.

## Resum biogràfic
De petit, Gerard Farrés va recórrer Olost de cap a cap amb bicicletes de BMX, de bicitrial i de carretera i, més endavant, amb la seva primera motocicleta, una Montesa Cota 49. Més tard va disputar les seves primeres curses amb una Kawasaki 80, entaulant els seus primers duels amb pilots com ara Jordi Viladoms o Xevi Pons. A setze anys la seva evolució ja era reconeguda i la federació motociclista estatal (RFME) el va incorporar al seu programa, amb la qual cosa va poder competir a partir de 1997 en el Mundial d'enduro Júnior, aconseguint victòries com ara el Campionat del Món sub-23 de l'any 2000 o les tres medalles d'or en la categoria júnior en els Sis Dies Internacionals d'enduro (ISDE) disputats a Austràlia el 1998, Portugal el 1999 i Espanya el 2000. Aquests resultats li van valer una Medalla d'Or al mèrit de la federació estatal.
L'any 2001 va passar a formar part de l'equip estatal de KTM, amb el qual va córrer fins al 2004, competint primer amb una 250cc de quatre temps, acabant dues vegades cinquè al mundial d'enduro absolut. Posteriorment també va córrer amb una 400cc 4T. Després d'aquesta etapa va fitxar per Husqvarna i el 2005 es va proclamar subcampió d'Espanya de Cross-Country i acabà tercer en el Campionat d'Espanya d'enduro.

### Debut al Ral·li Dakar el 2006
El 2006 signà un contracte de tres anys amb l'equip Yamaha amb la possibilitat de disputar el Ral·li Dakar, el seu somni de feia temps, però dos mesos abans de la sortida d'aquesta prova es va lesionar greument el genoll en una prova del Campionat de Catalunya a Peratallada, trencant-se el menisc, el lligament lateral esquerre, el creuat anterior i el creuat posterior. Li varen pronosticar sis mesos per a tornar a córrer en moto però, finalment, després de dos mesos de llit i el genoll sense operar es va presentar a Lisboa per a prendre la sortida de la cursa. Després d'una actuació èpica que li va valer el sobrenom de Senglar del desert, aconseguí acabar la cursa com a segon millor debutant i com un dels pilots destacats d'aquella edició. Aquell any fou tercer al Campionat estatal però a l'octubre, dos mesos abans d'afrontar el seu segon Dakar, Yamaha li va comunicar que no hi podria anar.
El 2007 tornà a KTM Espanya i aconseguí el Campionat d'Espanya de Motoral·li. A l'abril d'aquell any, els seus bons resultats li obriren les portes del Campionat del Món de Raids, on participà amb el Team Repsol KTM tot debutant-hi al Ral·li de Tunísia al costat de Marc Coma, assolint-hi la quarta plaça. El maig va disputar el Ral·li de Sardenya i més tard el de Dubai, havent d'abandonar a tots dos (a Dubai, a més, es lesionà). Aquell any guanyà la Baja Aragón però es quedà sense participar en el Dakar a causa de la suspensió de la cursa.
Malgrat les lesions sofertes a la caiguda de Dubai (quedà amb els dos canells destrossats), Farrés decidí d'ajornar una de les intervencions quirúrgiques que li calien fins a la tornada del Ral·li Dakar del 2009, on va compartir dins l'equip de Marc Coma i Jordi Viladoms amb la missió de col·laborar en la victòria del cap d'equip, Coma, objectiu que es va assolir. Farrés, a més, va realitzar bones actuacions com ara un tercer lloc en una etapa, i també algunes d'èpiques com quan va haver de fer 274 quilòmetres sobre la llanda, després d'haver deixat el seu pneumàtic per tasques d'equip. Aquell 2009 va guanyar per segona vegada la Baja Aragón.
De cara al Dakar del 2010 fitxà per Aprilia, marca que corria per primera vegada a la cursa, com a número dos i company d'equip del xilè "Chaleco López". A la cinquena etapa, Farrés anava en vuitena posició però un problema mecànic amb l'Aprilia no el va deixar finalitzar la cursa. El 2011 aconseguí el seu tercer triomf a la Baja Aragón.
El 2012 fitxà per l'equip italià Bordone Ferrari, on obtingué la setena posició en el ral·li Dakar. El 2013 fitxa per l'equip Wild Wolf Honda on aconseguí acabar el ral·li Dakar i guanyà el Campionat d'Espanya de Ral·lis TT.
De cara al Dakar del 2014, Farrés fitxà per Gas Gas on integra l'equip oficial juntament amb Marc Guasch i Dani Oliveras.
En finalitzar el Dakar del 2015, Farrés es planteja la retirada. En aquell moment un equip nou (Himoinsa Team) li ofereix un contracte de 3 anys i la possibilitat de lluitar per la victòria en el Ral·li Dakar. Els tres anys següents aconseguí com a millor resultat la tercera posició a la prova (2017), un podi lluitat contra el francès Adrien Van Beveren amb una diferència de només 30 segons. El 2018 tancà la seva etapa esportiva com a pilot professional de motos amb una cinquena posició al Ral·li Dakar.

### Debut en SSV el 2019
El 2019 canvià les dues rodes per les quatre, fitxant per l'equip oficial Monster Energy Canam en la categoria de T4, vehicles lleugers o també anomenats SSV, on juntament amb el copilot Dani Oliveras acaben en segona posició en el Ral·li Dakar en la seva primera participació.
El 2020 Farrés tornà a competir en SXS juntament amb Armand Monleón com a copilot i amb qui aconseguí guanyar dues etapes en el Ral·li Dakar i acabà en l'onzena posició després de patir problemes mecànics. El 2021 continuà amb l'equip Monster Energy Canam juntament amb Armand Monleón, on repeteixen l'onzena posició després de patir problemes elèctrics a l'inici del Ral·li.
El 2022, l'equip Monster Energy Canam li donà la possibilitat de tornar a córrer el Ral·li Dakar com a gregari dels seus companys d'equip. Aquest any Farrés tingué com a copilot Diego Ortega. Durant el ral·li, Gerard i Diego demostren els valors de compromís i treball d'equip i en l'última etapa del ral·li, on lideraven la categoria, cedeixen 5 minuts en els últims metres per què guanyi el seu company d'equip i cap de files, l'americà Austin Jones. Finalment, Gerard Farrés i Diego Ortega acaben en la segona posició d'aquesta edició.

## Palmarès
- 1995 
  - Campió d'Espanya d'enduro júnior 80cc (Kawasaki)[8]
- 1998[2]
  - Campió del Món Júnior per equips (ISDE, Austràlia)
- 1999[2]
  - Campió del Món Júnior per equips (ISDE, Portugal)
- 2000[2]
  - Campió del Món sub-23 (Copa FIM Júnior) 250cc
  - Campió del Món Júnior per equips (ISDE, Espanya)
- 2002[2]
  - 5è en el Campionat del Món d'enduro 2504T
- 2003[2]
  - 5è en el Campionat del món d'enduro 2504T
- 2005[2]
  - Subcampió d'Espanya de Cross Country
- 2006[2]
  - 16è classificat de la general del Ral·li Dakar, segon dels rookies (debutants)
- 2007[2]
  - Campió d'Espanya de Raids (KTM)[9]
  - Campió d'Espanya de Motoral·li Open i Scratch (KTM)[9]
  - Guanyador de la Baja Aragón
- 2008[2]
  - Subcampió d'Espanya de Cross Country
- 2009[2]
  - 19è Classificat en el Ral·li Dakar
  - Guanyador de la Baja Aragón
- 2011
  - Guanyador de la Baja Aragón

- 2012
  - 7è al ral·li Dakar
- 2014
  - Guanyador de la Baja Aragón
- 2015
  - Guanyador de la Baja Aragón

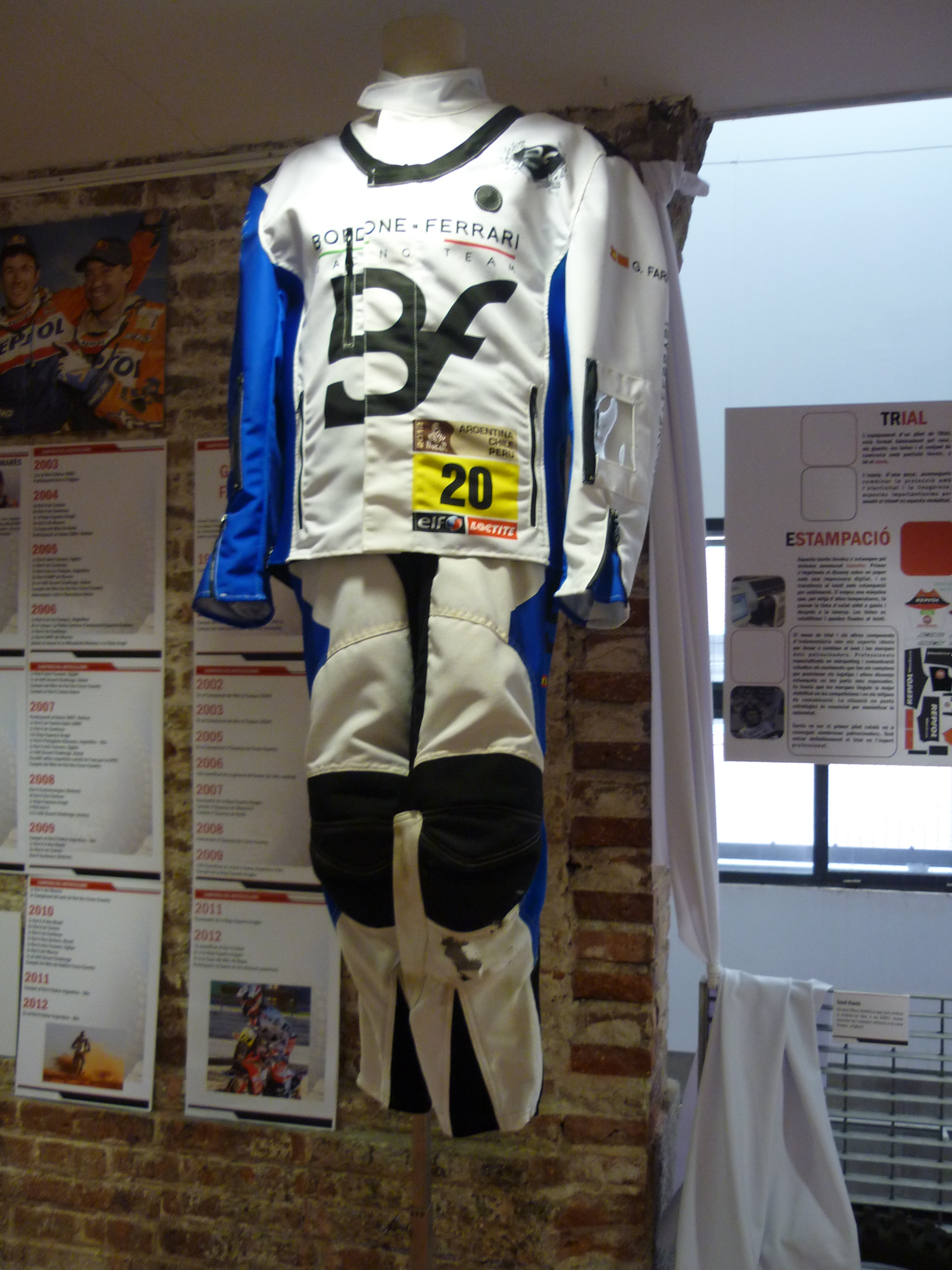
L'equipament que portava durant el 2012

  - 3r al Ral·li de Sardenya (mundial de Ral·lis Cross-Country)
- 2016
  - 8è al Ral·li Dakar
- 2017
  - 3r al Ral·li Dakar
- 2018
  - 5è al Ral·li Dakar
- 2019
  - 2n al Ral·li Dakar amb SSV (copilot: Dani Oliveras)
- 2020
  - Guanyador del Ral·li Panafrica amb SSV (copilot: Armand Monleón)
  - 11a posició al Ral·li Dakar amb SSV (copilot: Armand Monleón)
- 2021
  - 11è al Ral·li Dakar amb SSV (copilot Armand Monleón)
- 2022
  - 2n al Ral·li Dakar amb SSV (copilot¨: Diego Ortega)[10][11]